# Judith Miller (Journalistin)

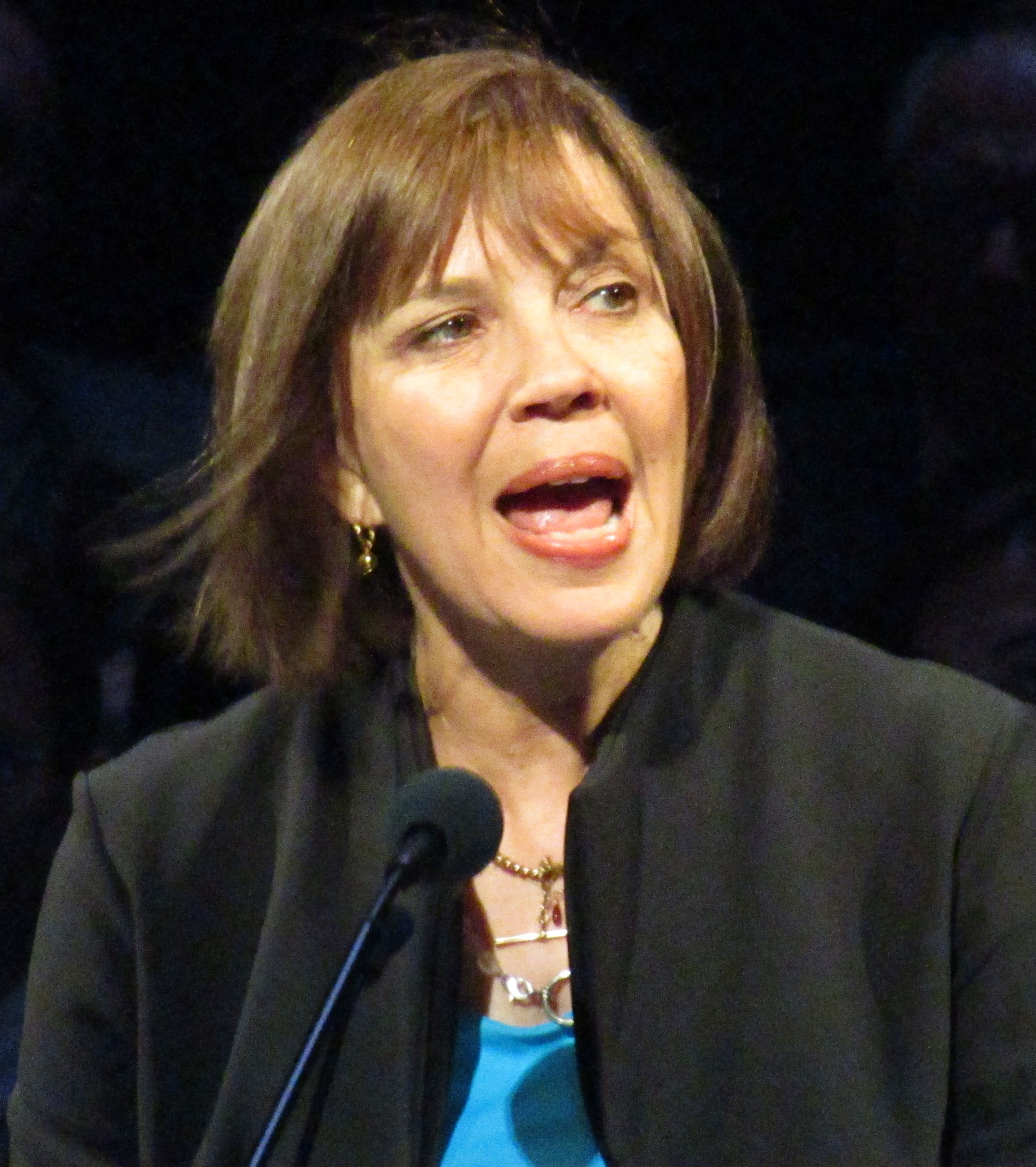
Judith Miller (2018)

Judith „Judy“ Miller (* 2. Januar 1948 in New York City) ist eine frühere Journalistin der New York Times, die auf Sicherheitsfragen spezialisiert ist. Sie erhielt den renommierten Pulitzer-Preis. Ihre Kritiker werfen ihr vor, zu viele Befürworter des Irak-Krieges ohne sorgfältige Prüfung als Quellen zu benutzen, wie zum Beispiel Ahmad Tschalabi.
Sie ist derzeit Mitglied des Council on Foreign Relations.

## Leben

### Lebenslauf
Miller wurde in New York geboren und wuchs in Miami und Los Angeles auf. Ihr Halbbruder war der Musikproduzent Jimmy Miller (1942–1994), der von den 1960er bis in die 1990er Jahre namhafte Bands wie die Rolling Stones oder Motörhead produzierte. Sie studierte an der Ohio State University und machte ihren ersten Abschluss 1969 am Barnard College in New York City. Anschließend absolvierte sie in Princeton das Master-Programm der Woodrow Wilson School of Public and International Affairs. Seit den frühen siebziger Jahren arbeitet sie journalistisch im Nahen Osten.
Seit 1977 war sie als Reporterin für die New York Times tätig, zunächst in Washington, D.C., ab 1983 aufgrund ihrer Nahosterfahrung in Kairo. Sie war dort die erste Frau auf dem Posten des Bürochefs.
1993 heiratete sie den Publizisten und Verleger Jason Epstein (* 1930; Random House, Anchor Books von Bertelsmann).
Schon vor den Terroranschlägen des Jahres 2001 spezialisierte sie sich auf die in führenden Kreisen der USA gesehene Bedrohung durch biologische Waffen. Anfang 2002 erhielt Miller mit anderen den Pulitzer-Preis für ihre Berichterstattung über Al-Qaida und Osama bin Laden. Sie veröffentlichte mehrere Bücher.
In einer Rezension von 1996 kritisiert der amerikanische Orientalist Edward Said Millers mangelnde Sprachkenntnisse des Arabischen und Persischen und wirft ihr vor, den Islam zu verteufeln.

### Berichterstattung über den Nahen Osten und das Vorfeld des Irakkrieges
Unter heftige Kritik kam sie durch ihre Berichte zu Massenvernichtungswaffen des Irak. Miller und ihr Kollege Michael R. Gordon hatten aus Kreisen der US-Regierung berichtet, dass Röhren aus Aluminium für den Bau von Gaszentrifugen zur Uran-Anreicherung abgefangen worden seien. Mit solchen Zentrifugen sei der Irak in die Lage gekommen, atomwaffenfähiges Material zu erzeugen.
Der Physiker Houston G. Wood III, Gründer und vormals Leiter der Zentrifugenentwicklung am Oak Ridge National Laboratory, äußerte sich Jahre später gegenüber der Washington Post skeptisch, dass die Röhren jemals zur Herstellung von Zentrifugen hätten genutzt werden können. Trotz allem wurde dies eine wesentliche Begründung der USA für den Krieg gegen den Irak. Es gilt inzwischen als gesichert, dass die fraglichen Röhren aus italienischer Produktion sich keinesfalls für den Bau von Gaszentrifugen zur Uran-Anreicherung eignen. Unabhängig davon wird für diesen Zweck seit den fünfziger Jahren nicht mehr Aluminium, sondern hochfester Stahl verwendet.
Nach der Besetzung des Irak durch Truppen der USA und der „Coalition of the Willing“ war Miller der Einheit zugeordnet, die nach irakischen Massenvernichtungsmitteln fahndete. Sie berichtete von Fahndungserfolgenwie z.Bsp., allerdings stellten sich diese Berichte später als falsch heraus.
Am 11. November 2004 veröffentlichte die Times einen langen Nachruf für Jassir Arafat, geschrieben von Miller. Auch hier werfen ihr Kritikerwie z.Bsp. große Fehler bei der Faktenlage vor.

### Beugehaft in der Plame-Affäre
Am 1. Oktober 2004 wurde sie zu 18 Monaten Beugehaft verurteilt, da sie sich unter Berufung auf den journalistischen Quellenschutz geweigert hatte, den Informanten zu nennen, der in der Plame-Affäre Valerie Plame als Geheim-Agentin der CIA enttarnt hatte. Die Enttarnung von Geheimagenten der CIA ist in den USA strafbar. Das entsprechende Gesetz wurde in der Amtszeit des ehemaligen CIA-Direktors George H. W. Bush erlassen.

#### Die Enttarnung von Valerie Plame
Aus Sicht der US-Regierung war ein Angriff auf den Irak dann völkerrechtlich erlaubt, wenn der Irak versuchte, sich Atomwaffen zu verschaffen. Zur Anreicherung von Uran bedarf es neben den oben erwähnten (später als erkennbar untauglich entlarvten) Röhren auch Uran. Als im Jahre 2002 in Italien Vertragsunterlagen auftauchten, die zu zeigen schienen, dass Saddam Hussein im Niger versucht hatte, Yellowcake zu beschaffen, wurde der Berufsdiplomat Joseph C. Wilson in den Niger entsandt, um die Bedrohungslage zu prüfen. Er kam zu dem Ergebnis, dass es sich bei den Unterlagen um plumpe Fälschungen handele. Als die US-Regierung seiner Einschätzung nicht folgte, sondern als völkerrechtliche Begründung für den Krieg gegen den Irak weiterhin Saddam Husseins Streben nach Atomwaffen angab, veröffentlichte Wilson im März 2003 (nach der Besetzung des Irak) in der New York Times einen Artikel „What I didn't Find in Africa“ (zur Kritik an Wilson). Seine Ehefrau Valerie Plame war in der geheimen Abteilung Massenvernichtungswaffen der CIA tätig. Als der Kolumnist Robert Novak behauptete, Wilson habe den Auftrag, nach Niger zu reisen, aufgrund nepotistischer Verbindungen seiner Ehefrau erhalten, war Valerie Plame damit als Geheimagentin enttarnt und ein Straftatbestand gegeben. Staatsanwalt Patrick Fitzgerald erhielt den Ermittlungsauftrag.

#### Zeugnisverweigerung und Beugehaft
Miller war selber nicht der Enttarnung verdächtig, stand aber aufgrund ihrer Arbeit in engem Kontakt mit den Hauptverdächtigen des staatsanwaltlichen Ermittlungsverfahrens, insbesondere mit dem Stabschef von Vize-Präsident Dick Cheney – Lewis Libby. Im Zuge dieses Verfahrens wurde sie als Zeugin geladen. Sie verweigerte das Zeugnis unter Berufung auf das journalistische Privileg, Informanten schützen zu dürfen. Der Staatsanwalt beantragte daraufhin Beugehaft.
Der Haftantritt wurde auf Grund eines Einspruchs zunächst ausgesetzt. Am 27. Juni 2005 lehnte der US-Supreme Court diesen Einspruch ab. Am 6. Juli 2005 wurde Miller rechtskräftig zu Beugehaft verurteilt, welche sie in Alexandria (Virginia) antreten musste. Die Beugehaft dauerte 85 Tage, bis ihr Informant sie von ihrem Schweigegelübde entband und sie ihre Quelle preisgab. Ein weiterer Journalist, Matt Cooper vom Magazin Time, entging dem Gefängnis, weil er sich in letzter Minute der Forderung des von Präsident Bush eingesetzten Sonderermittlers beugte und ankündigte, auszusagen.

#### Bewertung der Beugehaft
Journalisten sahen in der Verhaftung zunächst einen gefährlichen Präzedenzfall. Staatsanwälte könnten Journalisten fortan unter Druck setzen, ihre Zuträger preiszugeben. Viele US-Journalisten sahen die Pressefreiheit auf dem Spiel. Immer weniger Regierungsmitarbeiter könnten künftig riskieren, brisante, aber der Öffentlichkeit dienliche Informationen durchsickern zu lassen. Immer mehr Journalisten könnten angesichts der Aussicht auf Gefängnis auf vertrauliche Informationen verzichten.
Miller selber sagte vor Gericht, wenn man Journalisten kein Vertrauen mehr schenken könne, dass sie ihre Zuträger geheim hielten, dann könnten sie ihren Beruf nicht ausüben. Libbys Anwalt Robert S. Bennett erklärte dazu, im Auftrag seines Mandanten habe er Miller schon vor mehr als einem Jahr aus der Vertraulichkeit entlassen.
Seit Oktober 2005 mehrten sich Stimmen, wie der von Millers Redaktionskollegin Maureen Dowd, die in der Anordnung der Beugehaft ein Einzelfallproblem sahen und nicht eine allgemeine Bedrohung der Pressefreiheit.

#### Freilassung, Aussage und Reaktionen
Am 29. September 2005 erklärte sich Miller bereit, vor Gericht auszusagen, da ihr Informant Lewis Libby sie dazu ermächtigt habe, ihr Schweigen zu beenden. Sie wurde daraufhin aus der Haft entlassen.
Am 16. Oktober veröffentlichte die New York Times einen Artikel, der sich mit Millers Arbeitsweise und den Widersprüchen zwischen ihrer Aussage zur Vertraulichkeit und der von Libbys Anwalt auseinandersetzte. Ebenfalls am 16. Oktober schrieb Miller in einem Times-Artikel über ihre Aussage vor dem Untersuchungsgericht, dass ihre Berichte zu Massenvernichtungswaffen des Irak größtenteils von Libby stammen und dass sie ihn als Quelle bewusst verschleiert hatte. Sie gab nämlich als Quelle nicht „Regierungskreise“ an, sondern bezeichnete Libby als „Ex-Kongressmitarbeiter“.
Am 22. Oktober veröffentlichte die Times einen Beitrag ihrer Kolumnistin Maureen Dowd, in dem diese die Vermutung äußerte, die Beugehaft sei für Miller ein Versuch zur Rettung ihrer Karriere gewesen. Zu viele der Fehler in Millers Berichterstattung seien auf grobe Verstöße gegen handwerkliche Regeln und Redaktionsrichtlinien zurückzuführen.
Am 10. November 2005 löste Judith Miller ihr Arbeitsverhältnis mit der New York Times auf. Seit 2008 arbeitet sie für Fox News.

## Werke
- One, by One, by One: Facing the Holocaust, Simon & Schuster New York, 1990, ISBN 0-671-64472-6
- Saddam Hussein & the Crisis in the Gulf (mit Laurie Mylroie) Random House USA Inc, New York 1990, ISBN 0-09-989860-8
- Germs: Biological Weapons and America's Secret War (mit William Broad und Stephen Engelberg) Simon & Schuster, New York, 2001, ISBN 0-684-87158-0 (deutsch: Virus, Droemer Knaur, München 2002)

### Zur Affaire Plame

#### Artikel in der New York Times
- Chronik der Miller-Affaire bei der New York Times
- Judith Miller am 16. Oktober 2005 über ihre Aussage, der gleiche Artikel erschien am 16. Oktober in der NYT, ist dort anmeldepflichtig
- The Miller Case: A Notebook, a Cause, a Jail Cell and a Deal – New York Times, 16. Oktober 2005

#### Verfilmungen
- Der US-amerikanische Kinofilm Nichts als die Wahrheit (2008) nutzt die Affaire als Drehbuchvorlage, Kate Beckinsale spielt die Hauptrolle.

### Zum Krieg gegen den Irak und seiner Begründung
- "Embedded Reporter's Role In Army Unit's Actions Questioned by Military" by Howard Kurz (The Washington Post)
- What I didn't Find in Africa Joseph Wilson IV
- Informationen bei Sourcewatch – "No Fake News"
- Artikel in Salon mit Hinweisen auf die Richtigstellung in der New York Times
- Slate zur Berichterstattung über einen angeblichen irakischen Atomspezialisten
- Alexander Cockburn: Judy Miller's War Counterpunch, 18. August 2003

| Personendaten    | Personendaten                                    |
| ---------------- | ------------------------------------------------ |
| NAME             | Miller, Judith                                   |
| ALTERNATIVNAMEN  | Miller, Judy (Spitzname)                         |
| KURZBESCHREIBUNG | US-amerikanische Journalistin der New York Times |
| GEBURTSDATUM     | 2. Januar 1948                                   |
| GEBURTSORT       | New York City                                    |